# لای رونمینگ
لای رونمینگ (انگلیسی: Lai Runming؛ زادهٔ ۵ مهٔ ۱۹۶۳) وزنه‌بردار اهل چین است.